# Herbiphantes
Herbiphantes is een geslacht van spinnen uit de familie hangmatspinnen (Linyphiidae).

## Soorten
De volgende soorten zijn bij het geslacht ingedeeld:
- Herbiphantes cericeus (Saito, 1934)
- Herbiphantes longiventris Tanasevitch, 1992
- Herbiphantes pratensis Tanasevitch, 1992